# Newburgh (City, New York)
Newburgh ist eine im Jahre 1709 von Josua Harrsch gegründete City im Bundesstaat New York. Die Einwohnerzahl beträgt 28.856 (Stand: 2020). Sie liegt knapp 100 km nördlich von New York City am Hudson River im Orange County.
Neben Newburgh als City besteht auch noch eine gleichnamige Town.
Auf dem Stadtgebiet befindet sich der Flughafen Stewart International.

## Söhne und Töchter der Stadt
- Charles Downing (1802–1885), Gärtner, Pomologe und Autor
- Archibald C. Niven (1803–1882), Jurist und Politiker
- Albert James Myer (1828–1880), Chirurg und Offizier
- William S. Hart (1864–1946), Filmschauspieler, Regisseur, Drehbuchautor und Filmproduzent der Stummfilmära
- Margaret Leech (1893–1974), Historikerin und Autorin, Pulitzer-Preisträgerin
- Charles Louis Kades (1906–1996), Rechtsanwalt und Beamter
- Ellsworth Kelly (1923–2015), Maler und Bildhauer
- Scoey Mitchell (1930–2022), Schauspieler, Autor, Produzent und Fernsehregisseur
- Geraldine Ferraro (1935–2011), Politikerin
- James Patterson (* 1947), Krimiautor
- Saul Williams (* 1972), Autor, Poet, Schauspieler, Rapper, Sänger und Musiker in der Hip-Hop-Szene
- Thomas Vonn (* 1975), Skirennläufer